# Oeuvre
Het oeuvre van een kunstenaar is het geheel van al het werk dat hij gedurende zijn leven of loopbaan heeft voortgebracht. Het Franse woord œuvre betekent "werk", in dit geval in de zin van "de verzameling van werken".
Niet bij iedere schrijver, beeldend kunstenaar of componist kan van een oeuvre worden gesproken. Het begrip is pas van toepassing als de productie van de kunstenaar een zekere samenhang laat zien, die wellicht nog in het geheel niet compleet is, maar toch een bepaalde eenheid, samenhang, richting of lijn aangeeft, zodanig dat de kunstenaar op grond van dit samenhangend geheel kan worden gekarakteriseerd. Hij is bijvoorbeeld een schilder van dromerige landschappen; of zij heeft in haar romans vanuit verschillende optieken de problematiek van macht en machtsmisbruik aan de orde gesteld.
Een beginnend kunstenaar heeft daardoor per definitie nog geen oeuvre opgebouwd: van een bouwwerk (in overdrachtelijke zin) is nog geen sprake. Het is ook mogelijk dat een kunstenaar die veel werken heeft gemaakt, toch geen oeuvre in de precieze zin van het woord heeft opgebouwd: dat is het geval als de samenhang ontbreekt.
Een ander aan het Frans ontleend woord om de gezamenlijke creatieve productie aan te duiden, is repertoire: het geheel van door een uitvoerend kunstenaar vertoonde of ten gehore gebrachte werken. Zo kan men spreken van het repertoire van een toneelgezelschap, zanger of zangkoor.

## Prijzen
Op verschillende artistieke gebieden worden oeuvreprijzen uitgereikt. Er zijn bijvoorbeeld oeuvreprijzen voor schrijvers en voor acteurs. Zo'n prijs wordt dan uitgereikt voor het complete werk van de kunstenaar, niet voor een enkel kunstwerk. Voorbeelden zijn de Constantijn Huygens-prijs (literatuur) de Bert Haanstra Oeuvreprijs (film), Edisons Oeuvre Award (muziek) en Wilhelminaring (beeldhouwen).